# Carlton Castle

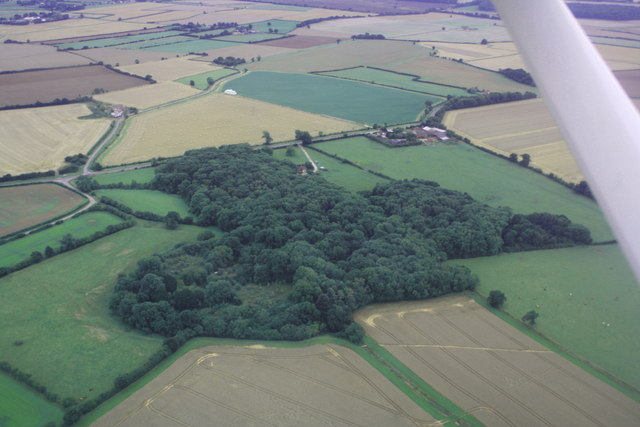
Lage der Motte

Carlton Castle, örtlich auch Castle Hill genannt, ist eine abgegangene Burg und ehemalige Motte zwischen den Dörfern North Reston und South Reston, etwa 11 Kilometer südöstlich von Louth in der englischen Grafschaft Lincolnshire. Die Burg stand offensichtlich in Zusammenhang mit dem damals neu gegründeten Dorf Castle Carlton in der Nähe und hatte vermutlich eine doppelte Vorburg.
Die Burg wurde im 12. Jahrhundert auf Geheiß von Hugh Bardolf gebaut. Nur der Mound und einige Gräben sind bis heute erhalten und diese sind auch überwachsen.